# Marcianus
Marcianus ou Marcien (nom complet : Flavius Marcianus) est un haut dignitaire byzantin au Ve siècle, qui se révolte notamment contre l'empereur Zénon (475-491) à plusieurs reprises.

## Biographie
Marcianus est un fils de l'empereur d'Occident Anthémius et de Marcia Euphemia, la fille de l'empereur Marcien. Il a deux frères : Procope Anthémius et Romulus. Du fait de ses origines familiales, il figure donc parmi l'aristocratie dirigeante de l'Empire d'Orient et épouse Léontia Porphyrogénète, une fille de l'empereur Léon Ier, ce qui en fait le beau-frère de Zénon quand celui-ci monte sur le trône. En 469, il est consul pour l'Occident aux côtés de Zénon puis consul pour l'Orient en 472. Entre 471 et 474, il devient magister militum praesentalis, l'une des plus hautes fonctions militaires et accède au rang de patrice.
Il soutient le rebelle Basiliscus quand celui-ci occupe le trône entre 475 et 476 avant d'en être chassé par Zénon. Néanmoins, à l'image de beaucoup de partisans initiaux de Basiliscus, il semble s'en être détourné assez vite, ce qui explique qu'il survit à la purge menée par Zénon à son retour au pouvoir.
En 479, c'est à son tour de se révolter contre Zénon avec ses deux frères. Il est vraisemblablement soutenu par Vérine, la veuve de Léon Ier, l'une des principales opposantes à Zénon. Ce dernier est régulièrement contesté, sûrement en raison de ses origines isauriennes que beaucoup de dignitaires perçoivent comme dégradantes pour un empereur, tandis que Marcianus peut se prévaloir de son mariage avec une fille de Léon Ier pour disposer de droits au trône au moins équivalent à ceux de Zénon. Le fait que Léontia soit née dans la pourpre, c'est-à-dire alors que son père est déjà empereur, peut même l'assurer d'une légitimité encore supérieure. Il conduit sa révolte au sein même de Constantinople et s'en prend au palais impérial, avec l'aide de Théodoric Strabon et de deux dignitaires du nom de Busalbus et de Nicétas. En face, Zénon s'appuie sur le maître des milices Illus pour mener les troupes loyalistes. Si les rebelles semblent d'abord victorieux, manquant de peu de s'emparer de l'empereur, ils tergiversent au lieu d'occuper le palais impérial et de proclamer Marcianus empereur. Ce dernier voit alors ses partisans commencer à se dissocier de lui, surtout quand Illus arrive des renforts. Les hommes de Marcianus sont alors vaincus et lui-même capturé. Contraint d'être ordonné prêtre, il est exilé à Césarée de Cappadoce. S'il parvient à s'enfuir et à réunir une petite troupe de paysans ou de moines pour s'emparer d'Ancyre, il est rapidement défait par Trocundus pour être enfermé dans le fort de Papirius, au cœur de l'Isaurie, avec sa femme (Eustathe d'Épiphanie plaide pour Tarse).
Plus tard, vers 484, il est libéré par les partisans d'Illus et de Léontius, qui se sont à leur tour révoltés contre Zénon. Marcianus est envoyé en Italie pour recueillir le soutien d'Odoacre, sans que les résultats de ses négociations soient connues. Il disparaît ensuite des sources.

## Sources
1. ↑  Fulconis Christophe, « Christian Settipani CONTINUITE GENTILICE ET CONTINUITE FAMILIALE DANS LES FAMILLES SENATORIALES ROMAINES A L'EPOQUE IMPERIALE MYTHE ET REALITE Addenda I - III (juillet 2000-octobre 2002 », Article,‎ 2004, p. 122-123 (lire en ligne, consulté le 6 août 2024).

- (de) Christoph Begass, Die Senatsaristokratie des oströmischen Reiches, ca. 457-518, Munich, 2018 (ISBN 978-3-406-71632-4)
- (en) Peter Crawford, Roman Emperor Zeno: The Perils of Power Politics in Fifth-century Constantinople, Pen & Sword History, 2019 (ISBN 9781473859241)
- (en) Martindale, Jones et Morris, The Prosopography of the Later Roman Empire- Volume II, AD 395–527, Cambridge University Press, 1980, 1342 p. (ISBN 978-0-521-20159-9, lire en ligne).
- Vincent Puech, « Élites urbaines et élites impériales sous Zénon (474-491) et Anastase (474-518) », Topoi, vol. 15/1,‎ 2007, p. 379-396 (lire en ligne).
- Vincent Puech, Les élites de cour de Constantinople (450-610), Ausonius éditions, coll. « Scripta Antiqua 155 », 2022